# Ośrodkowe ciśnienie żylne
Ośrodkowe ciśnienie żylne, OCŻ (ang. central venous pressure, CVP) - odzwierciedla ciśnienie w dużych naczyniach żylnych w okolicy prawego przedsionka.
Na ośrodkowe ciśnienie żylne wpływa m.in. rzut serca, aktywność oddechowa, skurcz mięśni szkieletowych (zwłaszcza brzucha i kończyn dolnych), napięcie układu współczulnego, siła grawitacji, zmiana pozycji ciała. Wszystkie te czynniki wpływają na pojemność łożyska żylnego dużo bardziej podatnego na rozciąganie niż łożysko tętnicze.
Wartości prawidłowe mieszczą się w zakresie 4–12 cm H2O (2-10 mmHg). Znaczne obniżenie OCŻ świadczy o niedostatecznym wypełnieniu łożyska naczyniowego (hipowolemia). Podwyższenie zaś świadczy o jego nadmiernym wypełnieniu (hiperwolemia) lub niewydolności układu krążenia.